# 타이베이 첩운 321형 전동차
타이베이 첩운 321형 전동차(중국어: 台北捷運321型電聯車)는 타이베이 첩운에서 운행하는 통근형 전동차로, 현재 타이베이 첩운 반난선에서 운행하고 있다.

## 개요

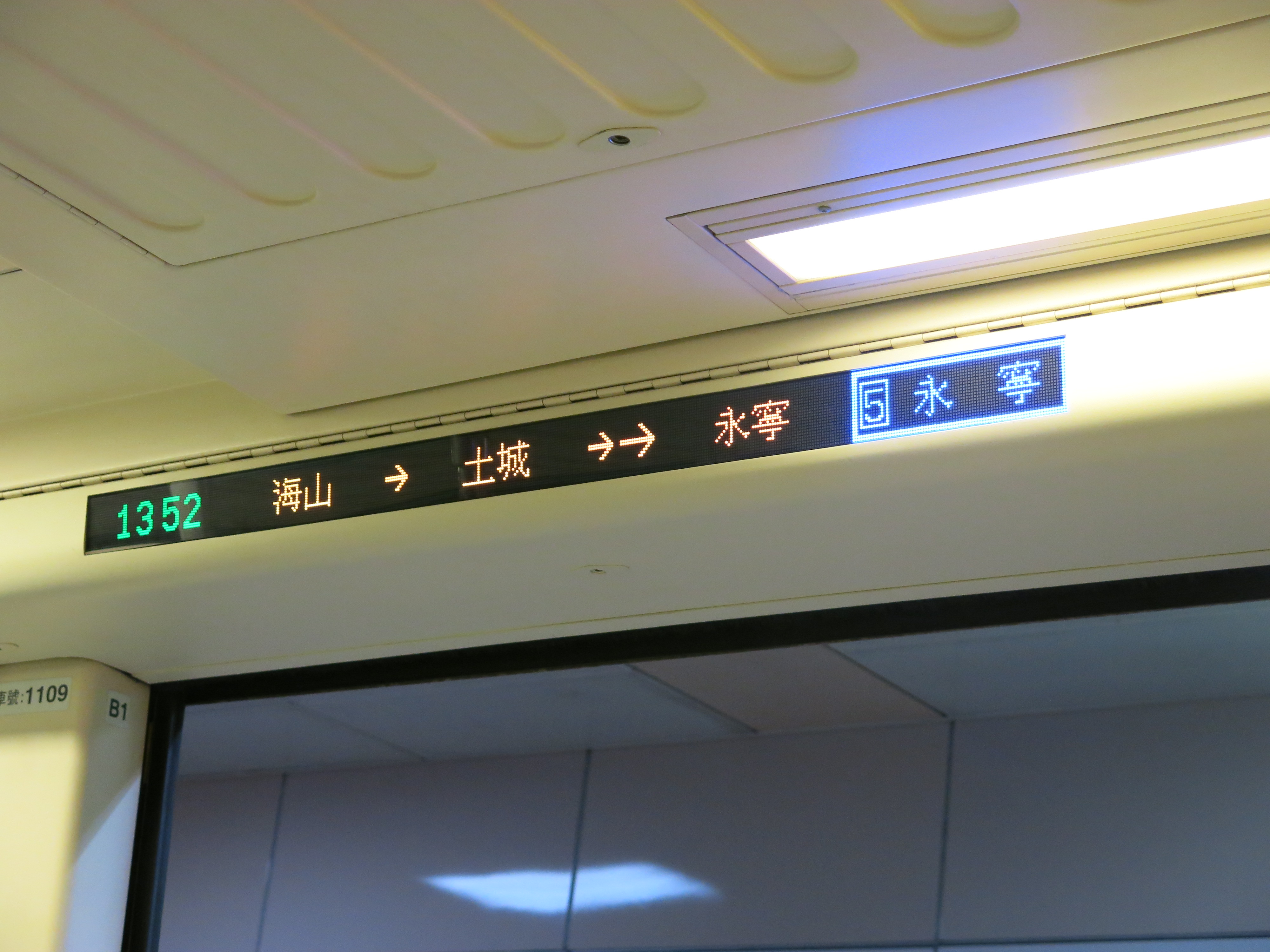
C321형 개조차량내 모니터

독일 지멘스 모빌리티를 거쳐 제작된 타이베이 첩운 2세대 차종으로, 총 72량(36편성) 총 216대로 반난선에 운행한다.

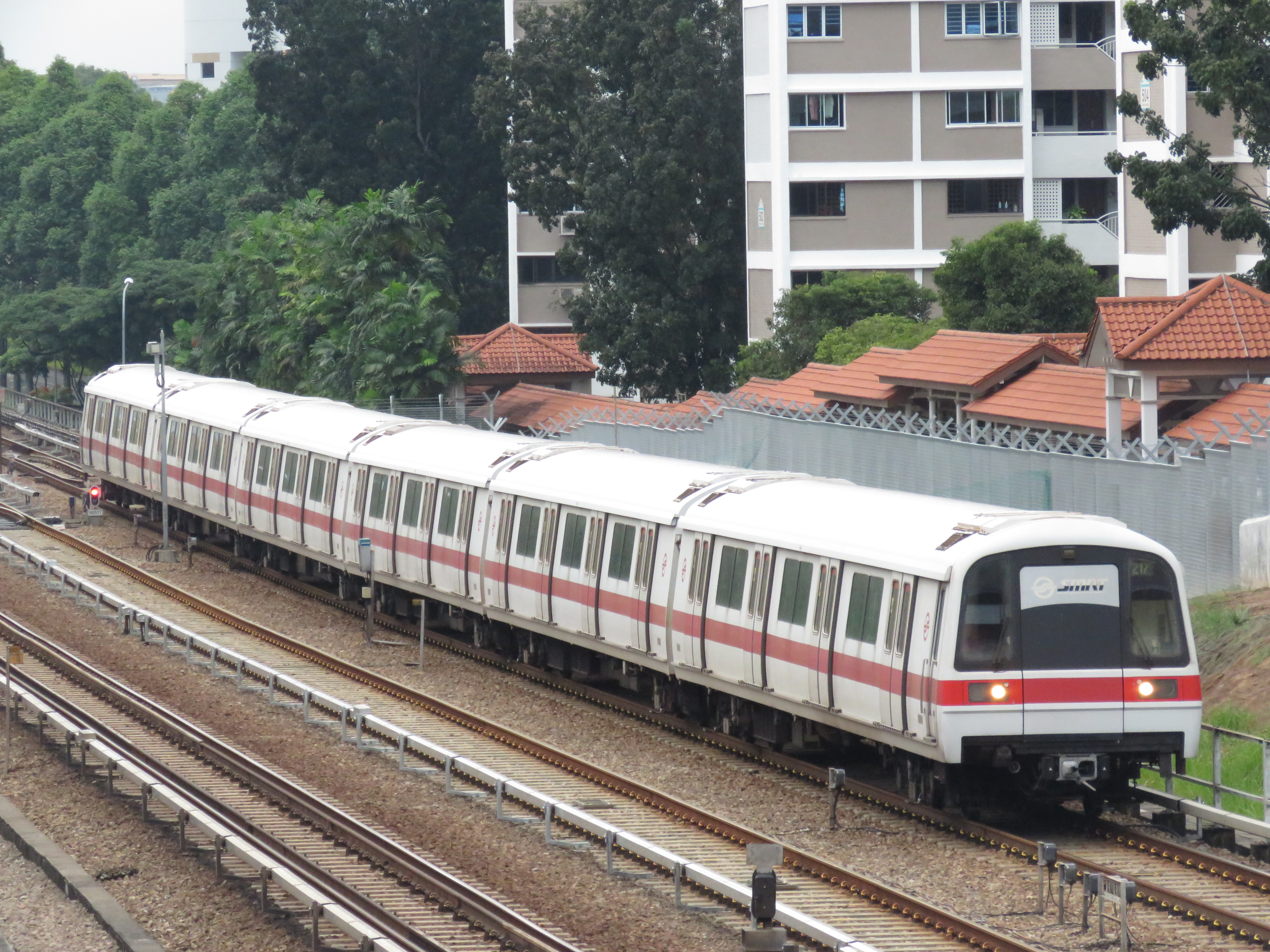
프로토타입 SMRT 지하철 C561형 전동차

생산 과정에서 제조사의 계약 불이행으로 차체 재질의 강도가 한때 제작 규격에 맞지 않아 열차가 측면 충돌 테스트를 받을 때 영구적인 변형이 발생하였다. 이후 지멘스는 충돌 강도에 강한 소재를 추가해 301형보다 무거운 321형이 출고되었으며, 차체의 모서리도 비교적 반듯해졌고, 반사광도 다른 차종에 비해 더 눈에 띈다. 차량 전면부에는 FRP 패널 바탕색은 전면 백색으로 가와사키 301형, 371형과는 다른 회색이다. 출입문 열림 표시등도 301형의 원형에서 사각형으로 바꿨다.
2014년, 열차 차량내 통신 시스템을 갱신하여 "차 앞 목적지", "차측 목적지", "차내 도착 표시 장치(열차가 역에 도착시 출입문이 열리는 시간 및 방향을 표시할 수 있음)", "비상 무전기"를 전부 갱신 완료하였다.

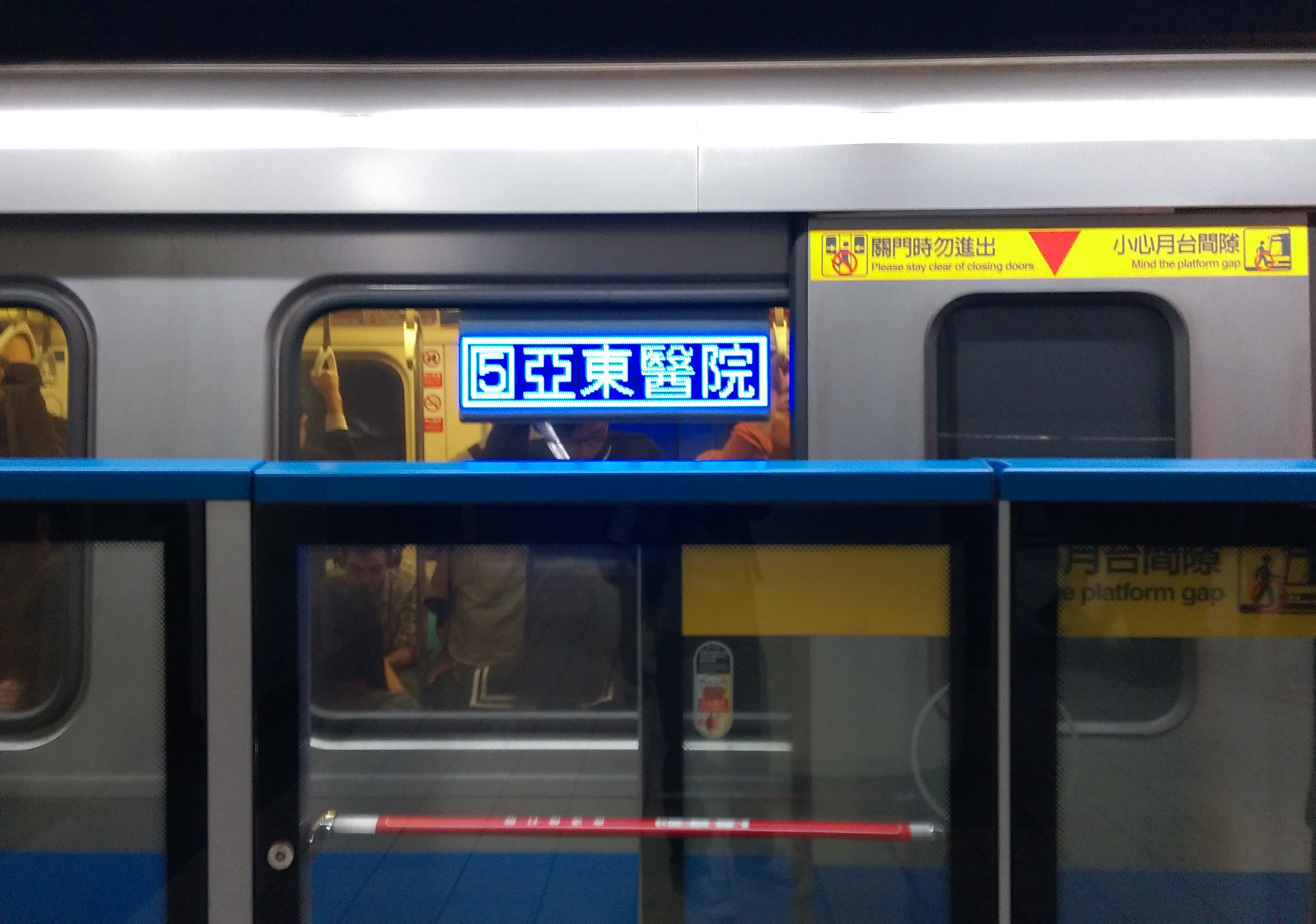
2014년 업데이트된 행선판은 노선번호(BL) 및 종착역(극동병원역), 운행 정보를 표시하며, 운행노선색(파란색) 색상으로 표시된다. 현재 업데이트가 완료되었다.

2018년 10월, 전구간 스크린도어 건설 완료와 함께 321형 전동차 객차 연결부의 빨간색 낙하방지 스프링의 전량 철거를 완료하였다.

## 열차 운영
| 번호                       | 제조년도 | 구매수량                                                                  | 구성                            | 운행 노선 |
| -------------------------- | -------- | ------------------------------------------------------------------------- | ------------------------------- | --------- |
| 101～116 175／176 119～138 | 1998년   | 신뎬선（CH321）11대 편성 중허선（CC361）8대 편성 난강선（CN331）17대 편성 | █ 투청 기기공장 █ 난강 기기공장 | 반난선    |
| 139～172                   | 1999년   | 신뎬선（CH321）11대 편성 중허선（CC361）8대 편성 난강선（CN331）17대 편성 | █ 투청 기기공장 █ 난강 기기공장 | 반난선    |

## 편성
| ← 딩푸난강전람관 → |             |             |             |             |             |             |
| 객차번호           | 1           | 2           | 3           | 4           | 5           | 6           |
| 집전장치           | 있음        |             | 있음        | 있음        |             | 있음        |
| 열차번호대         |             |             |             |             |             |             |
| 형태구분           | DM1         | T           | M2          | M2          | T           | DM1         |
| 차량번호           | 1101 : 1115 | 2101 : 2115 | 3101 : 3115 | 3102 : 3116 | 2102 : 2116 | 1102 : 1116 |
| 차량번호           | 1175        | 2175        | 3175        | 3176        | 2176        | 1176        |
| 차량번호           | 1119 : 1171 | 2119 : 2171 | 3119 : 3171 | 3120 : 3172 | 2120 : 2172 | 1120 : 1172 |
| 동력장치           | 장치1       | 장치1       | 장치1       | 장치2       | 장치2       | 장치2       |
| 기타 설비          |             |             |             |             |             |             |
| 기계 설치          |             |             |             |             |             |             |
| 차량 중량          |             |             |             |             |             |             |
| 좌석수             |             |             |             |             |             |             |

- 열차 117/118호는 정모씨의 묻지마 살인사건으로 인해 175/176호로 번호가 바뀌었으며, 마우스 커서를 열차 번호로 이동하면 원래 번호를 알 수 있다.

## 같이 보기
- 타이베이 첩운
- 타이베이 첩운 열차
- 타이베이 첩운 301형 전동차
- 타이베이 첩운 341형 전동차
- 타이베이 첩운 371형 전동차
- 타이베이 첩운 381형 전동차